# Хекторов кљунасти кит
Хекторов кљунасти кит (лат. Mesoplodon hectori, енгл. Hector's beaked whale) је сисар из инфрареда китова и породице Ziphiidae. 

## Распрострањење
Врста има станиште у Аргентини, Аустралији, Бразилу, Јужноафричкој Републици, Новом Зеланду, Сједињеним Америчким Државама и Чилеу.
Врста је повремено присутна, или је миграторна врста у Уругвају.
ФАО рибарска подручја (енгл. FAO marine fishing areas) на којима је ова врста присутна су у југозападном Атлантику, југоисточном Атлантику, источном Индијском океану, источном централном Пацифику, југозападном Пацифику и југоисточном Пацифику.

## Угроженост
Подаци о распрострањености ове врсте су недовољни.

### Популациони тренд
Популациони тренд је за ову врсту непознат.